# Пятанов, Виктор Владимирович
Виктор Владимирович Пятанов (29 декабря 1976, Дальнеконстантиновский район, Горьковская область, СССР) — российский футболист, выступавший на позиции защитника. Сыграл 6 матчей в российском высшем дивизионе.

## Биография
Воспитанник ДЮСШ-8 (Нижний Новгород). Профессиональную карьеру начал в нижегородском «Локомотиве», за который в высшей лиге дебютировал 24 октября 1994 года в выездном матче 28-го тура против волгоградского «Ротора», выйдя на замену на 75-й минуте вместо Сергея Шашкова. В 1995 году провёл 5 матчей в элитном российском дивизионе. В 1996 году выступал за любительский клуб «Торпедо-Виктория», в 2005 году играл за любительский клуб «Локомотив» (Лукоянов).
Провёл один матч на юношеском чемпионате Европы 1993.
С 2009 года разыскивался УФСКН по Нижегородской области за совершения преступления, связанного с незаконным оборотом наркотиков.